# Julius Dettmann
Julius Dettmann (Königsberg, Prusia; 23 de enero de 1894 - (Ámsterdam, Países Bajos, 25 de julio de 1945) fue un oficial alemán de las SS nazis perteneciente al Sicherheitsdienst o Servicio de Seguridad (SD) que tuvo participación en el Holocausto judío en los Países Bajos durante la Segunda Guerra Mundial.
Dettman perteneció a las SS con el número de ficha 414.783 y al Partido Nazi como miembro número 722.240. Adscrito a la Sección IVB4 de la Gestapo, estuvo destacado en Ámsterdam, Países Bajos, durante la ocupación alemana a ese país. Fue ascendido a SS Obersturmführer (Teniente) el 9 de noviembre de 1942. El 4 de agosto de 1944, recibió la llamada telefónica que denunció el escondite de Ana Frank, sus padres y cuatro judíos más quienes se encontraban en la parte de atrás del número 263, de la calle Prinsengracht en Ámsterdam. De inmediato despachó una comisión al mando del SS Oberscharführer Karl Silberbauer, quienes allanaron la residencia y deportaron a los Frank y compañeros a campos de concentración.
Después de finalizar la guerra, fue detenido en los Países Bajos y permaneció como prisionero de guerra, suicidándose el 25 de julio de 1945, antes de ser presentado a juicio. Nunca reveló quién había delatado a la familia de Ana Frank y demás compañeros de confinamiento. Está enterrado en los Países Bajos.